# Этнобиология
Этнобиология (англ. ethnobiology) — это наука об отношении различных культур к природе, окружающей среде, растениям и животным, флоре и фауне (биоте). Этнобиология рассматривает вопросы, касающиеся представлений человеческих обществ об окружающем мире и их изменений с древнейших времён до настоящего времени, а также проблемы использования людьми доступных им природных ресурсов.
Взаимодействия между человеком, биотой и окружающей средой представляют для учёных определённый интерес. Наука этнобиологии охватывает разные дисциплины научного знания и занимается поиском ответа на вопрос «Как человеческое общество использует природу и воспринимает её?».

## Определение
Профессор этноботаники Эдвард Кастеттер описывает зарождение науки этнобиологии в статье «The Domain of Ethnobiology»:
«Ещё со времён начала странствий Колумба люди стали собирать информацию о том, как примитивные племена Нового Мира используют природу, растения и животных. Однако сведения эти были разрозненные, и первой попыткой сделать систематизированное описание накопленных данных можно считать труд Палмера 1870 года.»
Специалист по этноботанике Александра Ипполитова утверждает, что этнобиология охватывает принципы классификации животного и растительного мира в народной культуре, а также анализ представлений различных народов о мире живой природы в соответствии с их традиционной культурой. Значимость этой науки обусловлена тем, что задолго до того, как было сформировано научное знание и научный подход к изучению окружающего мира, человечество выживало и взаимодействовало с природой, исходя из собственной картины мира, сформированной на основе повседневного опыта и мифологических представлений.

## Развитие науки
В 1875 году Пауэрс написал статью «Aboriginal Botany» («Ботаника аборигенов»), в которой он описывал, как туземцы использовали флору для добывания лекарств, еды, ткани, украшений. Труды Палмера и Пауэрса спровоцировали рост интереса к тематике культуры аборигенов и, в частности, их отношения к биоте. На западе США были проведены исследования, в которых представители местных примитивных сообществ рассказывали о своих целях и методах использования растительного и животного мира. Археологические находки (одежда, предметы домашней утвари, свидетельства о быте людей в древности и средневековье) также пробудили повышенный интерес к жизнедеятельности аборигенных племён в различной природной среде.
Выделяют 4 этапа развития этнобиологии как науки:
- Первый этап начался в 19 веке, когда эта наука только зарождалась и не имела официального названия. Несмотря на это, специалисты начали осознавать и описывать её практическую значимость.
- Второй этап проходил в 1960-х годах в рамках когнитивной, лингвистической антропологии.
- Третий этап интегрирует знание в практику, используя тезисы науки экологии.
- Четвёртый этап делает упор на осознание коренными народами своих традиций и подчёркивает важность их прав на самоопределение.

## Разделы
В данный момент этнобиология представляет собой оформленную науку и область научного знания с развитым методическим аппаратом, который сочетает в себе биологические, культурологические и лингвистические подходы.
Этнобиология включает в себя несколько разделов:
1. Этнозоология — изучает отношения между людьми и другими животными, а также такие виды человеческой деятельности, как охота, рыболовство и животноводство.
2. Этноботаника — отношение людей к растительному миру, как люди используют растения в качестве пищи, лекарств, технологий, а также символическое и духовное значение флоры. а) Этномикология — изучение различных способов применения грибов, их социологической роли, традиционного использования для верований или в качестве лекарственного сырья и пищи.
3. Этноэкология — исследование, документирование и описание сведений о том, как люди управляют целыми экосистемами и используют их.
4. Этнография, география, археология, фармакология, лингвистика, культурная антропология, медицина.
5. Кросс-культурная этнобиология предполагает сравнение двух и более сообществ с целью выявления различий в использовании биологических ресурсов между отдельно взятыми сообществами.

## Предмет исследования
Разные человеческие общества рассматривают и классифицируют объекты и явления живой природы по-разному. Задача этнобиологов — понять общую структуру или иерархию системы классификации и выявить принципы развития представлений различных сообществ о зарождении жизни на Земле и роли человека в определения характера отношений между обществом и окружающей средой. Эти представления имеют культурологическое значение, так как формируются с учётом морально-этических соображений и интеллектуального развития отдельно взятого сообщества, что расширяет или ограничивает возможности использования доступных биоресурсов.

В книге «Аспекты биоразнообразия. Часть 2» подчёркивается важность изучения универсальных рангов в фолк систематике. Психологи и антропологи пытаются понять, как люди видят мир, и в этом им помогает анализ отношения различных сообществ к вопросам обоснования картины миры, мифологического мировоззрения, культурной селекции и т. д. Разные культуры имеют разные классификации устройства биологического разнообразия:
«Сближая те или иные виды, называя их относящимися к какой-то одной группе, обозначая их одним словом, носители данной культуры свидетельствуют о наличии определённых группировок живых существ в их сознании и эти народные классификации можно выявить, подтвердить опросом многих информантов и сопоставить между собой и с научной классификацией живых существ.»

## Критика
Зачастую этнобиологи сталкивались с проблемой перевода полученных сведений с местного языка на универсальный научный язык. Люди разных культур и языков описывали и обозначали по-своему наблюдаемые явления, и возникали трудности с кросс-культурным соотнесением оригинальных названий и терминов научных классификаций, считающихся привилегированным универсальным языком. Это приводит к попыткам найти особый уровень и ранг, на котором удобнее всего достичь точность общения и преодолеть барьеры языкового мышления.
Другая сложность состоит в оценке и соотношении данных классификаций. Нечёткость выявленных закономерностей и их несоответствие догматическим научным классификациям может привести к неверной трактовке полученных результатов. Правильное с точки зрения творца народной систематики утверждение может входить в противоречие с общепринятой научной иерархической системой. Так критике был подвергнут «интеллигентный подход» к изучению народных классификаций. Было выявлено, что биологические признаки живых существ не всегда выступают главным критерием оценки для некоторых сообществ. Народная и научная таксономия может сильно различаться, как и мнения людей в одном обществе.